# Arcidiocesi di Pretoria

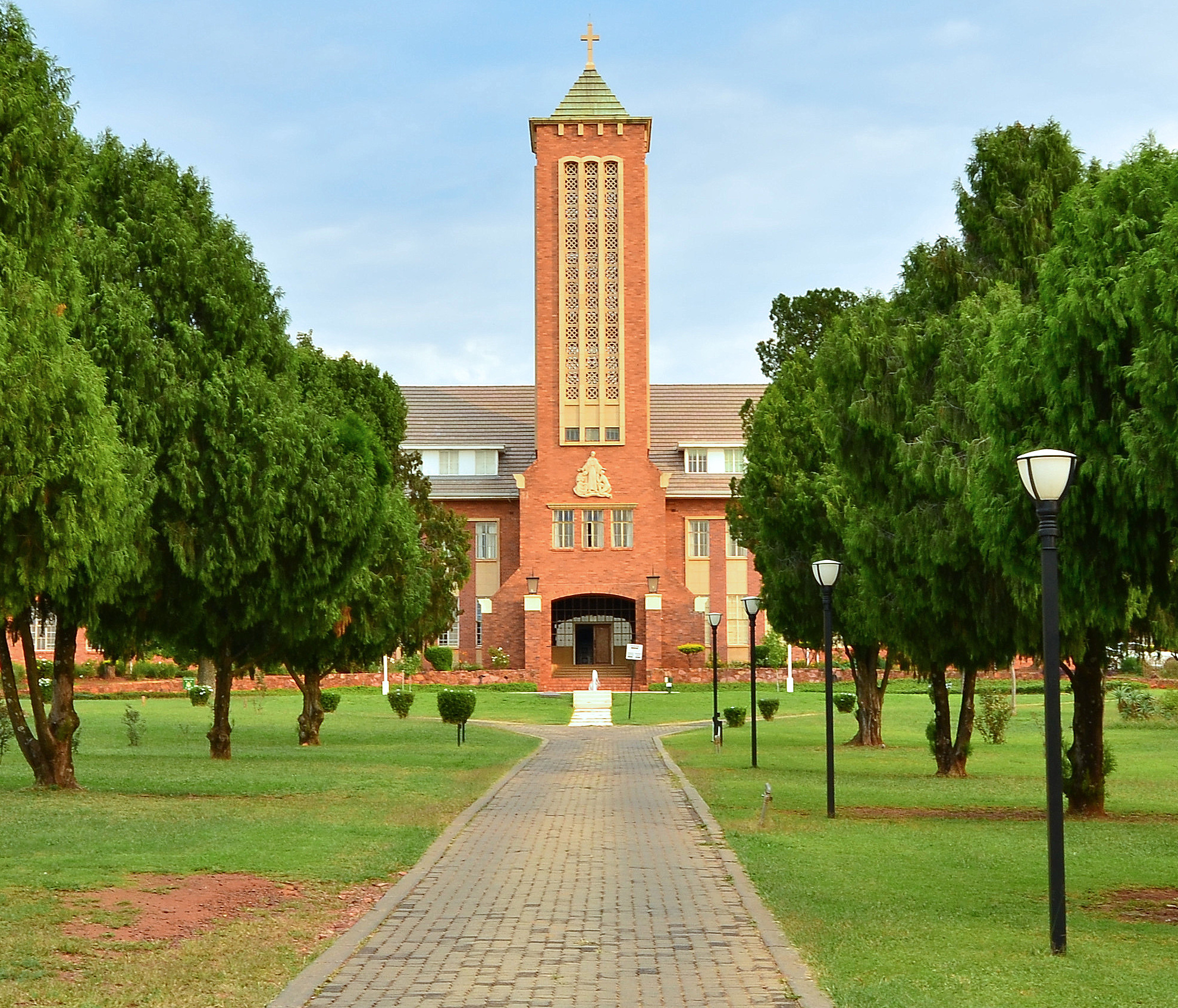
Il seminario arcivescovile, dedicato a San Giovanni Maria Vianney.

L'arcidiocesi di Pretoria (in latino Archidioecesis Praetoriensis) è una sede metropolitana della Chiesa cattolica in Sudafrica. Nel 2021 contava 253.700 battezzati su 4.750.000 abitanti. È retta dall'arcivescovo Dabula Anthony Mpako.

## Territorio
L'arcidiocesi comprende la città di Pretoria, dove si trova la cattedrale del Sacro Cuore (Sacred Heart Cathedral).
Il territorio si estende su 16.579 km² ed è suddiviso in 66 parrocchie.

## Storia
Il vicariato apostolico di Pretoria fu eretto il 9 aprile 1948 con la bolla Quae ad fidem di papa Pio XII, ricavandone il territorio dai vicariati apostolici di Kimberley nell'Africa meridionale (oggi diocesi di Kimberley) e del Transvaal (oggi arcidiocesi di Johannesburg).
L'11 gennaio 1951 il vicariato apostolico è stato elevato al rango di arcidiocesi metropolitana con la bolla Suprema Nobis dello stesso papa Pio XII.
Il 28 giugno 1971 ha ceduto una porzione del suo territorio a vantaggio dell'erezione della prefettura apostolica di Rustenburg (oggi diocesi).
Il 5 giugno 2007 papa Benedetto XVI ha eretto la provincia ecclesiastica di Johannesburg, elevando a Chiesa metropolitana l'omonima sede vescovile, assegnandole come chiese suffraganee le diocesi di Manzini in eSwatini, di Klerksdorp e di Witbank. Tutte queste quattro diocesi erano, precedentemente, diocesi suffraganee dell'arcidiocesi di Pretoria. Nello stesso giorno il Papa ha trasferito dalla provincia di Bloemfontein alla provincia di Pretoria la diocesi di Gaborone ed il vicariato apostolico di Francistown (oggi diocesi).

## Cronotassi dei vescovi
Si omettono i periodi di sede vacante non superiori ai 2 anni o non storicamente accertati.
- John Colburn Garner † (9 aprile 1948 - 28 aprile 1975 dimesso)
- George Francis Daniel (28 aprile 1975 - 24 novembre 2008 ritirato)
- Paul Mandla Khumalo, C.M.M. (24 novembre 2008 - 15 dicembre 2009 dimesso)
- William Matthew Slattery, O.F.M. (23 dicembre 2010 - 30 aprile 2019 ritirato)
- Dabula Anthony Mpako, dal 30 aprile 2019

## Statistiche
L'arcidiocesi nel 2021 su una popolazione di 4.750.000 persone contava 253.700 battezzati, corrispondenti al 5,3% del totale.
| anno | popolazione | popolazione | popolazione | presbiteri | presbiteri | presbiteri | presbiteri                | diaconi | religiosi | religiosi | parrocchie |
| anno | battezzati  | totale      | %           | numero     | secolari   | regolari   | battezzati per presbitero | diaconi | uomini    | donne     | parrocchie |
| ---- | ----------- | ----------- | ----------- | ---------- | ---------- | ---------- | ------------------------- | ------- | --------- | --------- | ---------- |
| 1950 | 15.130      | 578.391     | 2,6         | 22         | 5          | 17         | 687                       |         | 20        | 99        | 13         |
| 1970 | 73.602      | 1.320.800   | 5,6         | 103        | 43         | 60         | 714                       |         | 84        | 263       | 41         |
| 1980 | 114.347     | 1.419.500   | 8,1         | 74         | 24         | 50         | 1.545                     | 9       | 92        | 244       | 46         |
| 1990 | 154.854     | 2.415.891   | 6,4         | 92         | 28         | 64         | 1.683                     | 21      | 169       | 263       | 53         |
| 1999 | 168.102     | 3.007.000   | 5,6         | 102        | 32         | 70         | 1.648                     | 15      | 137       | 197       | 61         |
| 2000 | 169.261     | 3.051.479   | 5,5         | 117        | 39         | 78         | 1.446                     | 16      | 147       | 144       | 60         |
| 2001 | 169.280     | 4.500.000   | 3,8         | 119        | 38         | 81         | 1.422                     | 16      | 184       | 175       | 59         |
| 2002 | 169.000     | 4.500.000   | 3,8         | 121        | 39         | 82         | 1.396                     | 14      | 141       | 193       | 59         |
| 2003 | 174.000     | 4.590.000   | 3,8         | 103        | 38         | 65         | 1.689                     | 13      | 124       | 193       | 59         |
| 2004 | 186.383     | 4.705.000   | 4,0         | 113        | 46         | 67         | 1.649                     | 12      | 126       | 166       | 59         |
| 2013 | 219.995     | 4.159.325   | 5,3         | 126        | 52         | 74         | 1.745                     | 13      | 89        | 155       | 67         |
| 2016 | 240.000     | 4.500.000   | 5,3         | 112        | 40         | 72         | 2.142                     | 21      | 84        | 139       | 67         |
| 2019 | 249.510     | 4.671.950   | 5,3         | 128        | 57         | 71         | 1.949                     | 22      | 96        | 128       | 66         |
| 2021 | 253.700     | 4.750.000   | 5,3         | 135        | 64         | 71         | 1.879                     | 21      | 97        | 122       | 66         |